# East Lansdowne
Pour les articles homonymes, voir Lansdowne.
East Lansdowne est un borough situé dans le comté de Delaware, dans le Commonwealth de Pennsylvanie, aux États-Unis. Sa population s’élevait à 2 668 habitants lors du recensement de 2010, estimée à 2 663 habitants en 2018.

## Source
- (en) Cet article est partiellement ou en totalité issu de l’article de Wikipédia en anglais intitulé « East Lansdowne, Pennsylvania » (voir la liste des auteurs).

1. ↑  (en) « Population and Housing Unit Estimates » (consulté le 7 décembre 2019)
2. ↑  (en) http://www.dvrpc.org/data/databull/rdb/db82/appedixa.xls